# Kunstmuseen Krefeld

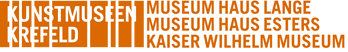

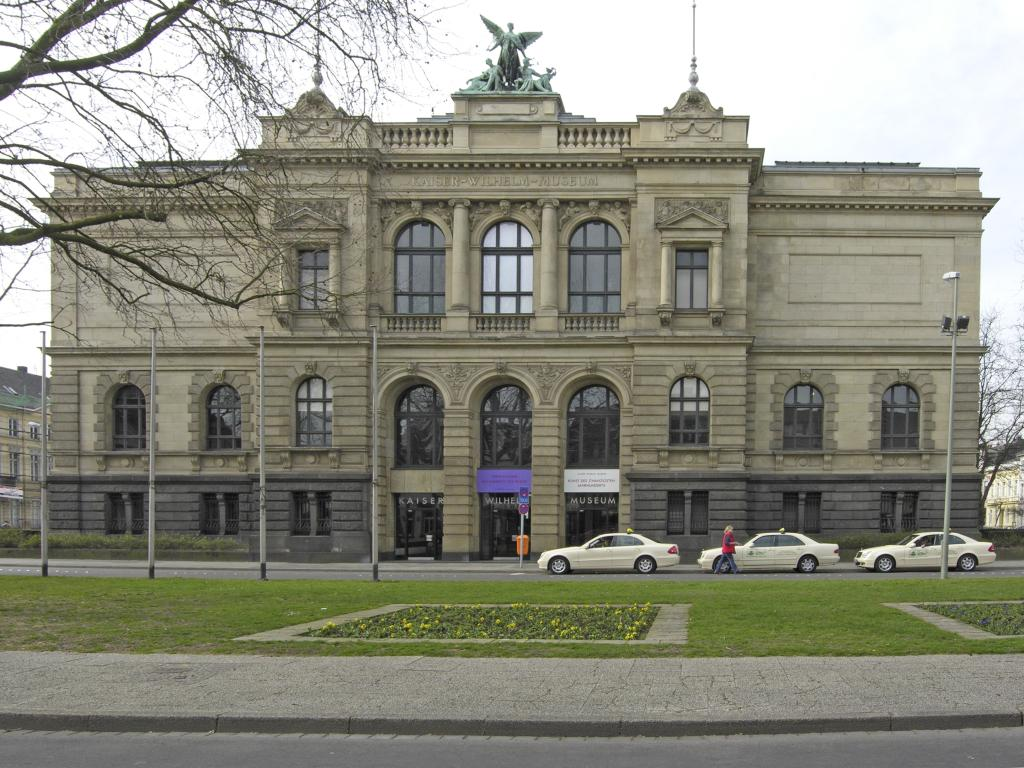
Das Kaiser-Wilhelm-Museum, im September 2005

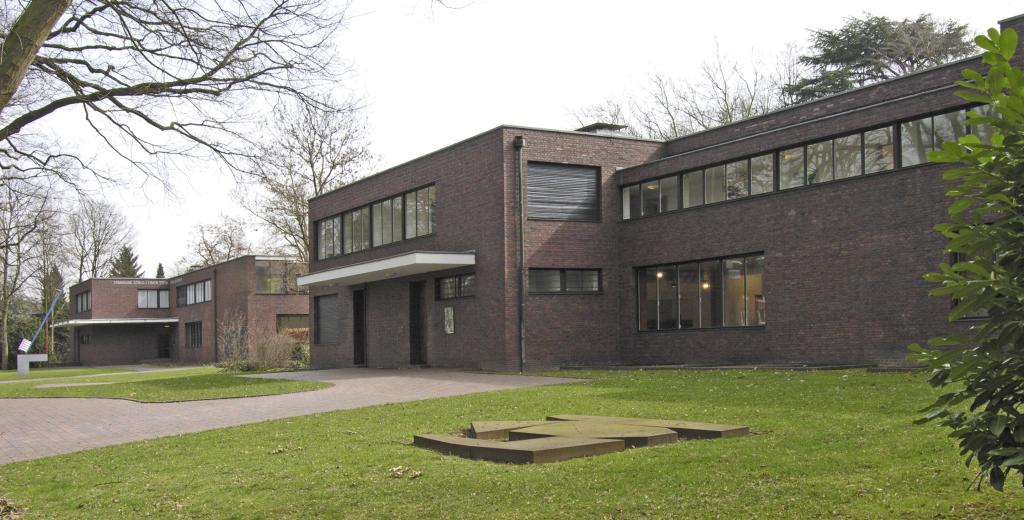
Haus Esters (links), Haus Lange (rechts), im März 2005

In drei Häusern widmen sich die Kunstmuseen Krefeld insbesondere der modernen und zeitgenössischen Kunst. Durch die frühe und konsequente Ausrichtung besonders unter dem Direktor Paul Wember konnte seit den späten 1950er Jahren ein internationales Renommee erarbeitet werden. Neben dem Bau des Kaiser-Wilhelm-Museums am Joseph-Beuys-Platz als Haupthaus verfügt das Museum mit dem Villenensemble Haus Lange und Haus Esters auf der Wilhelmshofallee über Präsentationsorte für Sonderausstellungen. Die Museen werden seit dem 1. September 2016 von der ehemaligen stellvertretenden Direktorin am Museum Ludwig in Köln, Katia Baudin geleitet. 2023 wurden die drei Museen vom Kunstkritikerverband AICA als Museum des Jahres 2022 ausgezeichnet.

## Geschichte

### Anfänge
Der Handwerker- und Bildungsverein bekundete im Januar 1882 in einer Bürgerversammlung: „Es als wünschenswert, dass in Crefeld ein Museum eingerichtet werde, das insbesondere die kunstgewerblichen Interessen vertritt.“ Daraufhin wurden eine Museumskommission und im Jahr darauf ein Museums-Verein gegründet. Diesem gehörten 32 Mitglieder an, darunter der Oberbürgermeister, der Landrat, der Schulrat sowie mehrere Seidenfabrikanten. Im gleichen Jahr wurde in der Stadthalle die erste Ausstellung, Kunstwerke aus Krefelder Privatbesitz, veranstaltet.
Der Museumsverein bemühte sich in den 1880er-Jahren vor allem um Spenden, Gegenstände und Gemälde als Grundstock für einen Museumsbau. 1884 stellte die Stadt Krefeld die ehemalige Schule am Westwall 60 unentgeltlich zur Verfügung. Bereits 1897 wurde der Gesamtwert des Bestandes auf 112.000 Mark beziffert. Dieser umfasste eine römische Abteilung, Eisenwaren des 15. bis 18. Jahrhunderts, italienische Metallarbeiten, niederrheinische Möbel, rheinisches Steinzeug, Bauerntöpferei, deutsche und holländische Fayencen, süddeutsche und französische Möbel des Rokoko und des Empire, italienische Möbel der Renaissance sowie eine Gemäldegalerie.

### Museum am Karlsplatz

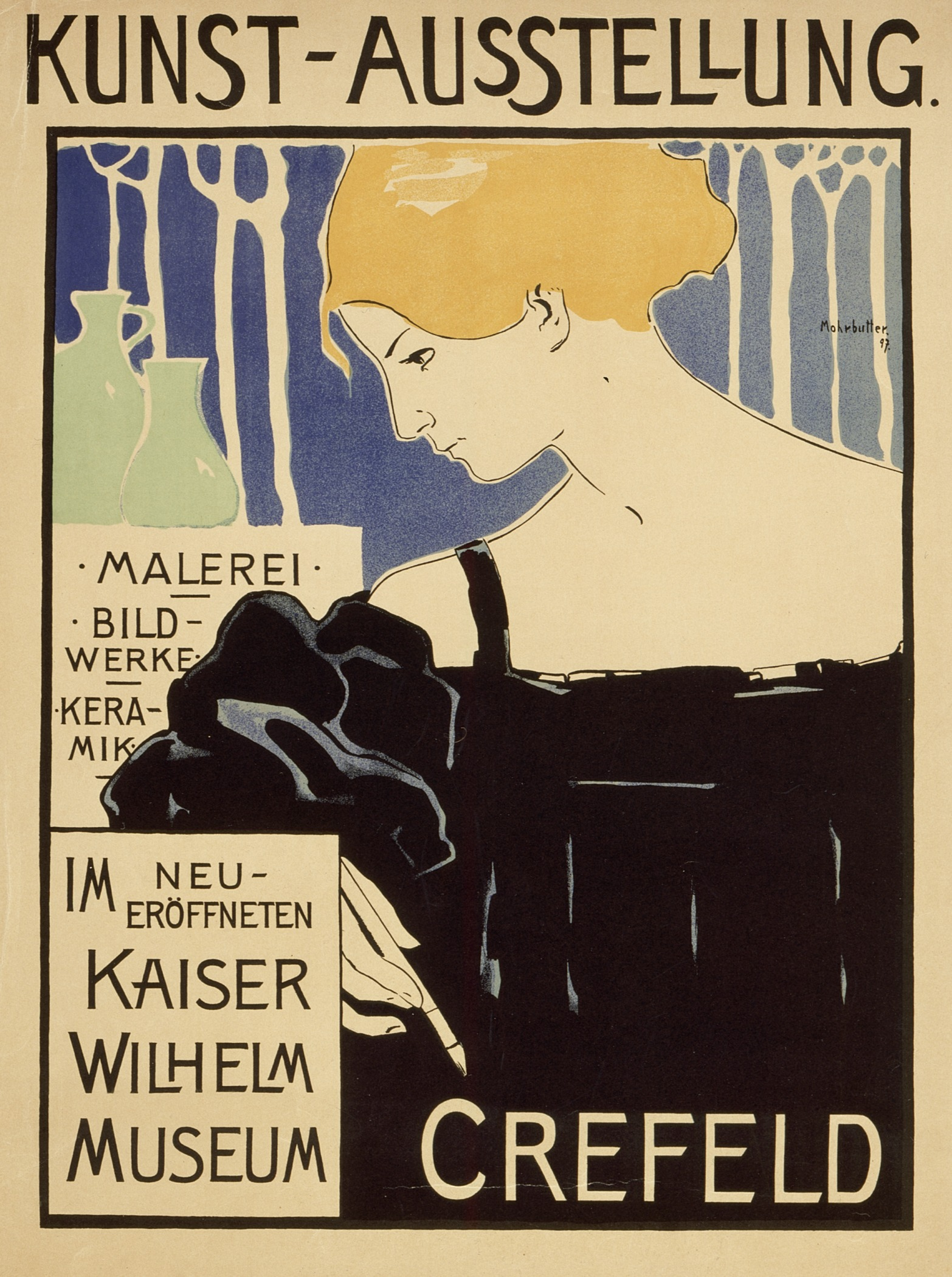
Ausstellungsplakat von Alfred Mohrbutter

Nach dem Tode Kaiser Wilhelms I. 1888 wurde die Idee aufgegriffen, dem verstorbenen Kaiser anstatt eines Denkmals ein Museum zum Gedenken zu errichten. In den Jahren 1894 bis 1897 wurde das Kaiser-Wilhelm-Museum erbaut; 1910–1912 wurde es durch Nord- und Südflügel erweitert. Grundstock des neuen Museums war die Sammlung des Kempeners Konrad Kramer, der ab 1850 niederrheinische Möbel, Plastiken, Glasmalereien, Steinzeug, Gemälde und Waffen zusammengetragen hatte. Der Krefelder Stadtverordnete Albert Oetker hatte vor Eröffnung des Museums die Kramer-Sammlung gekauft und sie als Schenkung eingebracht.
Erster Direktor des Museums wurde 1897 Friedrich Deneken. In seiner 25-jährigen Amtszeit wurde die Sammlung entwickelt. In einem Aufruf schrieb er: „Das Kaiser-Wilhelm-Museum muß vorzugsweise auf den Erwerb neuerer Kunsterzeugnisse gerichtet sein.“ So wurde beispielsweise schon 1900 durch 26 Ankäufe der Grundstock für die heute bedeutende Plakatsammlung gelegt. In der gleichen Zeit erfolgte der Erwerb der Sammlung der italienischen Renaissance von Adolf von Beckerath.
1922 wurde Max Creutz Nachfolger von Friedrich Deneken im Amt des Museumsdirektors. Lag der Schwerpunkt zunächst auf neuzeitlichem Kunstgewerbe und Kleinkunst, wurde dieser seitdem vom neuen Museumsdirektor mehr und mehr auf die bildende Kunst verlagert. Im ersten Jahr seiner Amtszeit, die mit seinem Tod 1932 endete, wurde das Deutsche Museum von Karl Osthaus mit Arbeiten von Peter Behrens und Henry van der Velde übernommen. Des Weiteren wurden Bilder von Heinrich Campendonk, Max Liebermann und Ernst Ludwig Kirchner angekauft. 1923 veranlasste Creutz die Erstellung vier großer Wandbilder Lebensalter von Johan Thorn Prikker im Obergeschoss.
Mit dem Tod Creutzes 1932 begann eine Zeit des Stillstands im Museum. Burghardt Freiherr von Lepel übernahm 1933 die Leitung, er schied 1936 wieder aus. In die Amtszeit von Fritz Muthmann, 1937–1943, fiel die Beschlagnahmung sogenannter „entarteter Kunst“, und somit fast des gesamten von Max Creutz aufgebautem Bestandes an modernen Kunstwerken. Die Wandbilder vom Prikker ließ Muthmann zumauern und bewahrte sie so vor Zerstörung. Die vielen in seiner Amtszeit getätigten Käufe wurden nach dem Zweiten Weltkrieg durch die Siegermächte rückabgewickelt.
Das 1942 geschlossene Museum überstand den Krieg unbeschadet und wurde zunächst von städtischen Ämtern und Institutionen mitgenutzt.

### Nachkriegsjahre
1947 wurde Paul Wember zum Museumsdirektor ernannt. Mit den geringen Mitteln, die ihm zur Verfügung standen, versuchte er nach der Währungsreform 1948 Kunstwerke aus den 1930er Jahren zu erstehen, um vorhandene Sammlungsschwerpunkte auszubauen und abzurunden. Aber auch Romantiker-Zeichnungen oder impressionistische Gemälde wurden angekauft um die Sammlung zu schließen. 1953 und 1954 konnten unter anderem Blätter von Max Ernst, Yves Tanguy, Joan Miró, Henri Matisse und Pablo Picasso günstig erworben werden und so nahm innerhalb der Sammlungen die Bedeutung der zeitgenössischen Graphik an Bedeutung zu.
1955 stellte Ulrich Lange sein 1928 bis 1930 von Ludwig Mies van der Rohe erbautes Elternhaus der Stadt Krefeld für zehn Jahre als Ausstellungsort für zeitgenössische Kunst zur Verfügung. Unter der Leitung Wembers wurde das „Haus Lange“ zu einem der führenden Ausstellungsorte avantgardistischer Kunst; so veranstaltete hier Yves Klein seine erste und letzte museale Retrospektive zu Lebzeiten.
Mit einem minimalen Ankaufsetat war das Krefelder Museum nicht in der Lage, wie die großen Häuser in die klassische Moderne zu investieren. Wember kaufte daher unbekannte Gegenwartskunst, unter anderem Werke von Yves Klein, Antoni Tàpies und Joseph Beuys, 1959 zum Beispiel ein erstes Bild von Yves Klein für 500.- DM oder zwei Bilder von Piero Manzoni für 200 DM. Wember nutzte für Ausstellungen und Ankäufe vielfältige Kontakte zu Galeristen wie Michael Hertz, Alfred Schmela, Rolf Ricke, Rudolf Zwirner und Conny Fischer.
1960 schloss das Kaiser-Wilhelm-Museum für eine dringend erforderliche Generalsanierung, die erst 1966 begonnen wurde. Mit Ablauf der 10 Jahre endete 1966 vorerst auch die Ausstellungstätigkeit in „Haus Lange“, damit waren beide Museen geschlossen.

### Seit 1969
Im April 1969 wurde das Kaiser-Wilhelm-Museum wiedereröffnet. Auch wurde durch Ulrich Lange das „Haus Lange“ der Stadt mit der Auflage, dort 99 Jahre lang Ausstellungen zeitgenössischer Kunst zu zeigen, gestiftet. 1975 ging Wember in den Ruhestand. 1976 erwarb die Stadt Krefeld „Haus Esters“, das Nachbarhaus von „Haus Lange“, welches 1981 als weiteres Institut für Wechselausstellungen zeitgenössischer Kunst eröffnete.
2010 schloss das Kaiser-Wilhelm-Museum abermals für eine grundlegende Sanierung, die ab 2012 durchgeführt wurde. Mit Abschluss der Arbeiten wurde am 2. Juni 2016 die erste Sammlungspräsentation Das Abenteuer unserer Sammlung I eröffnet und somit viele Werke das erste Mal seit über sechs Jahren der Öffentlichkeit präsentiert.
Im Jahr 2023 wurden die drei Museen vom Kunstkritikerverband AICA als „Museum des Jahres 2022“ ausgezeichnet. Die offizielle Verleihungsfeier in Krefeld fand am 10. September 2023 statt.

## Gebäude

### Kaiser-Wilhelm-Museum
Das Museumsgebäude wurde 1894–1897 im Stil des Eklektizismus erbaut und 1910–1912 durch Nord- und Südflügel erweitert. Im Zweiten Weltkrieg blieb das Gebäude unbeschädigt und wurde 1966–1969 umgebaut. Durch die Beseitigung der Freitreppe und die Entfernung des Kaiserstandbildes konnte die Ausstellungsfläche um fast 40 % erweitert werden.
Zwischen 2012 und 2016 wurde das Haus abermals saniert und gemäß internationalen Museumsstandards für Klima und Sicherheit ausgestattet. Dabei wurde das 1923 geschaffene Wandgemälde Lebensalter von Jan Thorn Prikker wieder sichtbar gemacht.

### Haus Lange / Haus Esters

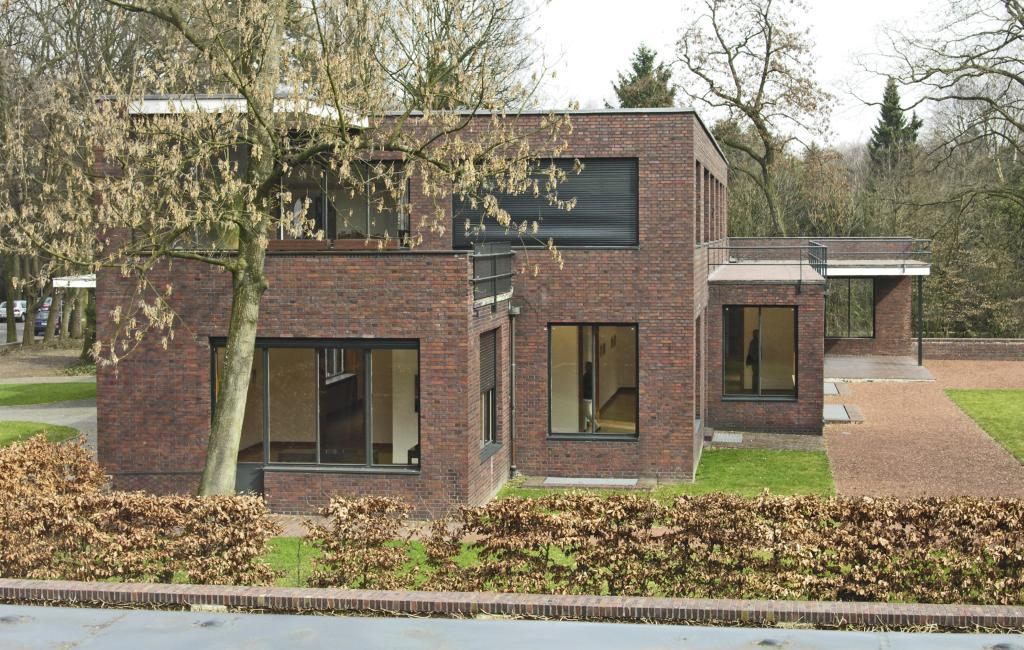
Westfront von Haus Esters

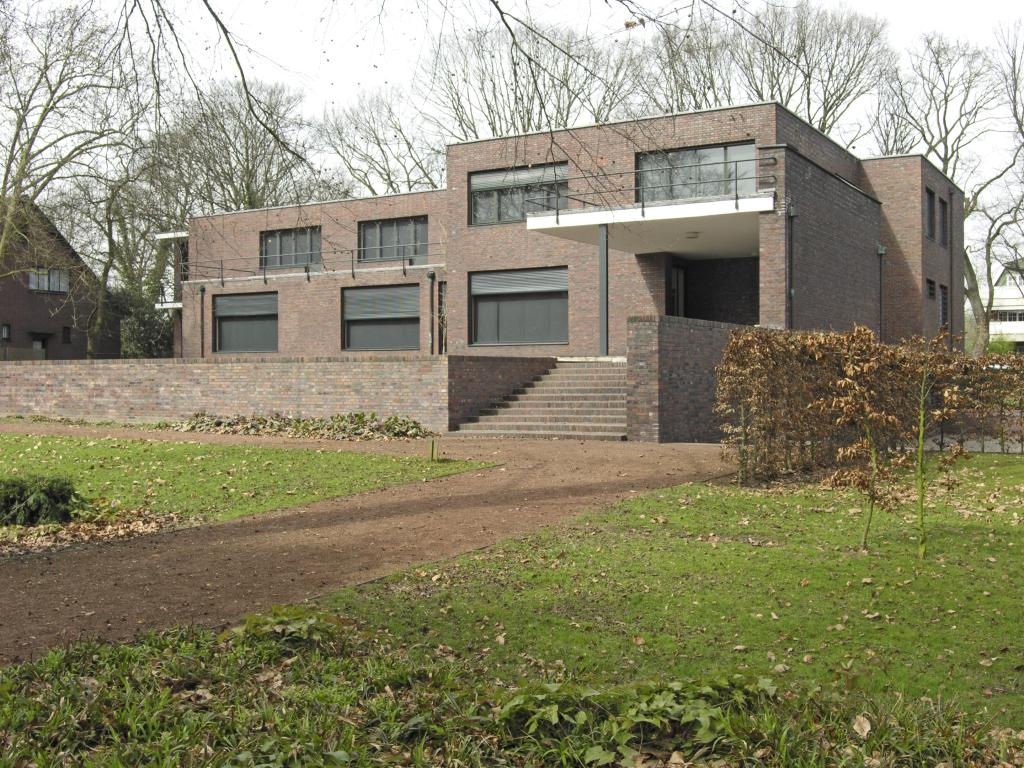
Haus Lange, Gartenseite

Hermann Lange, Kunstsammler und Direktor der Vereinigten Seidenwebereien (VerSeidAG), beauftragte zusammen mit Josef Esters, ebenfalls Direktor der VerSeidAG, 1927 den Architekten Ludwig Mies van der Rohe, die Wohnhäuser für beide Familien zu entwerfen. Im selben Jahr hatte Mies van der Rohe bereits mit seiner damaligen Partnerin Lily Reich im Auftrag des Vereins deutscher Seiden-Webereien mit Sitz in Krefeld die Einrichtung des Cafés Samt und Seide auf der Berliner Messe Die Mode der Dame realisiert.
Die zwischen 1928 und 1931 im Stil der klassischen Moderne errichteten zweistöckigen Villen erstrecken sich als flache Baukörper, bestehend aus verschachtelten Kuben und dominanten Fensterreihen, in das Gelände. Alle südlich orientierten Fenster des Hauses sind als ungeteilte Glasflächen ausgebildet, die bis auf eine geringe Brüstungshöhe im Boden versenkt werden können. Dadurch kann die Trennung zwischen Innen- und Außenraum temporär aufgehoben werden. Zur Straßenseite hingegen wirken die Gebäude relativ geschlossen und kompakt. Im Inneren greifen die Raumsegmente ineinander über.
Für Haus Esters übernahm Mies van der Rohe auch die Gartengestaltung, aufgrund der Ähnlichkeit vermutlich auch für Haus Lange. Es entstanden Anlagen mit weiten Rasenflächen, geraden Wegeführungen und Beetaufteilungen, die durch ihre Geometrie der Formensprache der Gebäude folgen. Die Gärten sind Teil der Straße der Gartenkunst zwischen Rhein und Maas.

## Sammlung
Die Sammlung der Kunstmuseen Krefeld umfasst ca. 14.000 Werke aus den Bereichen Malerei, Skulptur, Grafik, Angewandter Kunst, Fotografie und Neue Medien.

### Kunst vor 1945
Die älteren Werke des Museums sind sehr durch die Entstehungsgeschichte des Museums geprägt. Gerade sehr viele Schenkungen und Stiftungen aus der Anfangszeit bilden den Grundstock. Hier ist besonders die erwähnte Sammlung Oetker zu erwähnen sowie die Sammlung Kramer mit mittelalterlichen Skulpturen vom Niederrhein. Wie erwähnt bildet die ehemalige Sammlung Beckerath geschlossener Komplex italienischer Renaissance-Kunst unter anderem mit mehreren hochwertigen skulpturalen Bildwerken des Quattrocento.
Einen Schwerpunkt bilden Gemälde des 19. Jahrhunderts, wozu Werke von Franz von Lenbach, Wilhelm Leibl, Johann Wilhelm Schirmer, Hans Thoma und verschiedenen Künstlern der Düsseldorfer Malerschule gehören. Herauszuheben ist Der Schadow-Kreis, ein Gemeinschaftsbild von Eduard Bendemann, Theodor Hildebrandt, Julius Hübner, Wilhelm von Schadow und Karl Ferdinand Sohn, entstanden 1830 in Rom.

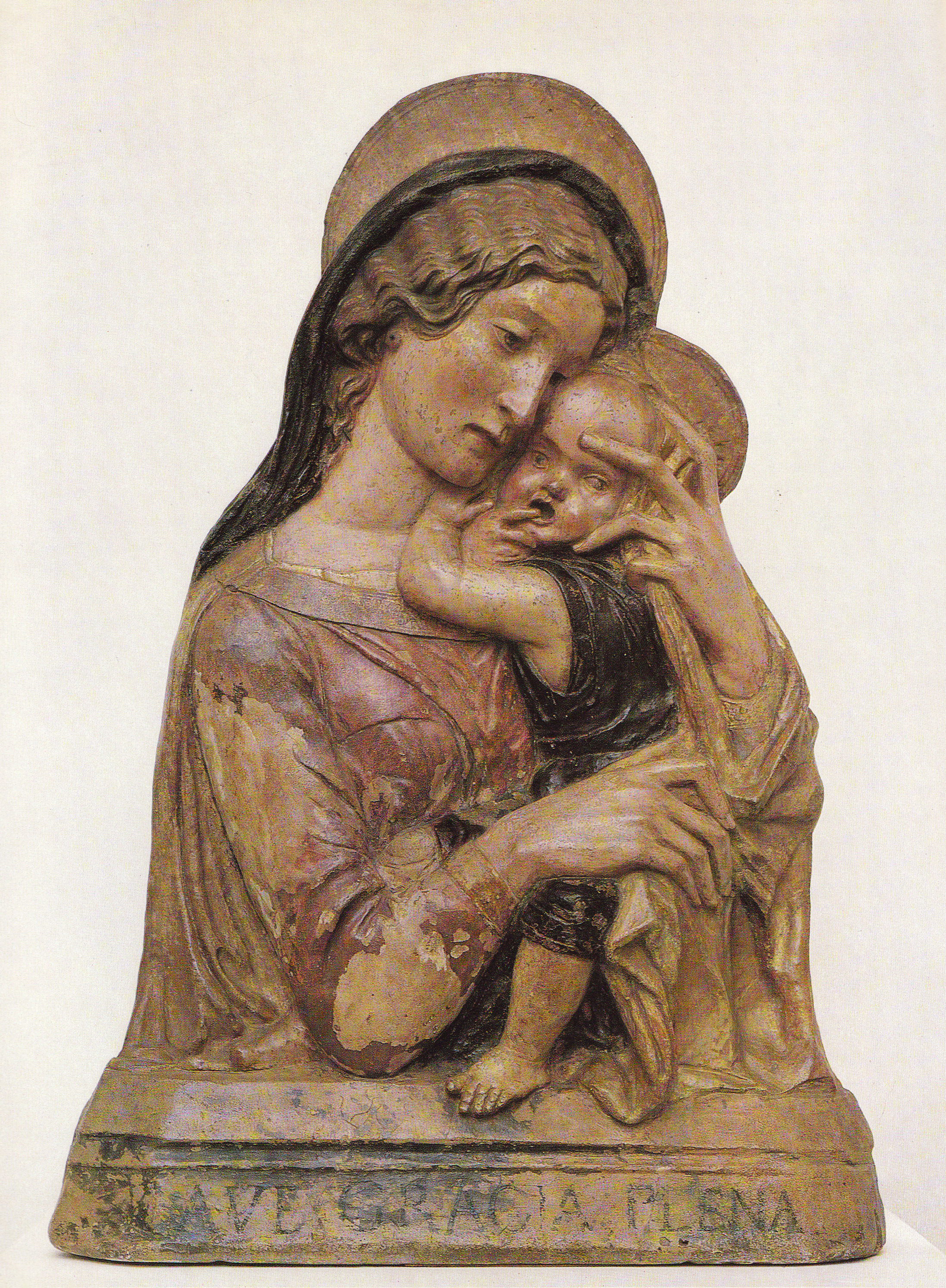
Madonna mit Kind nach Donatello, um 1445
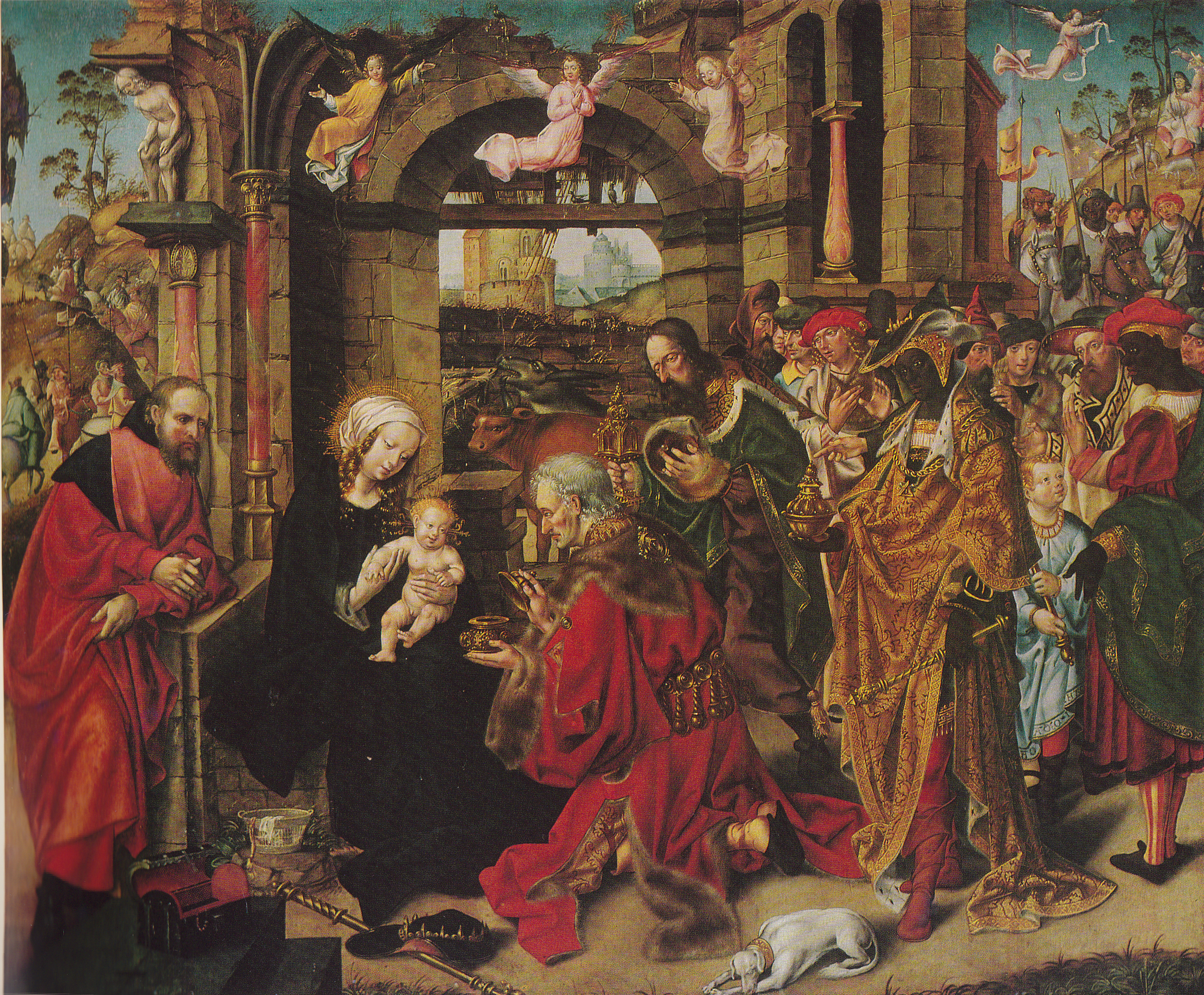
Anbetung der Heiligen Drei Könige, Aertgen van Leyden, um 1530
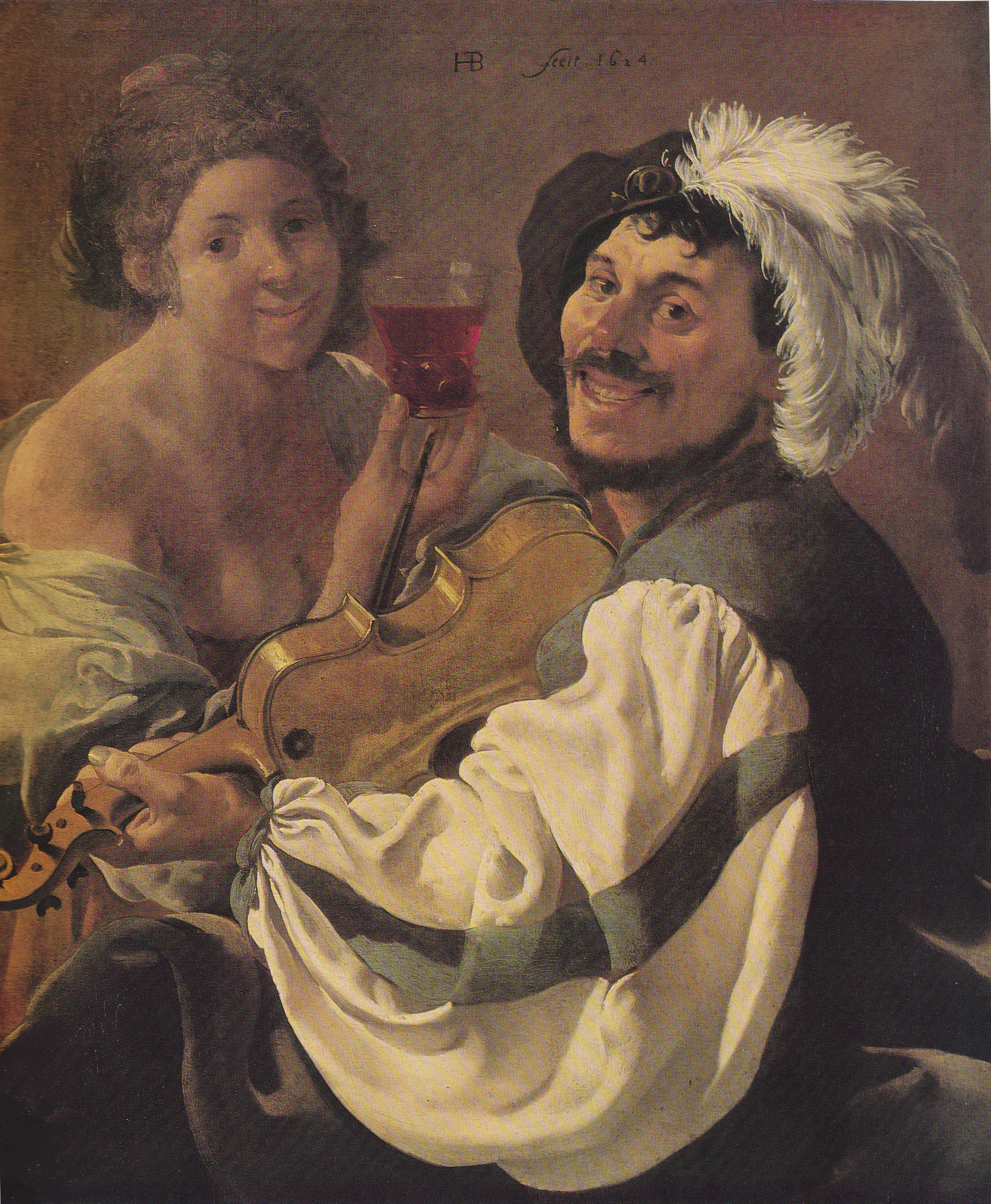
Geigenspieler und Mädchen mit Glas, Hendrick Terbrugghen, 1624
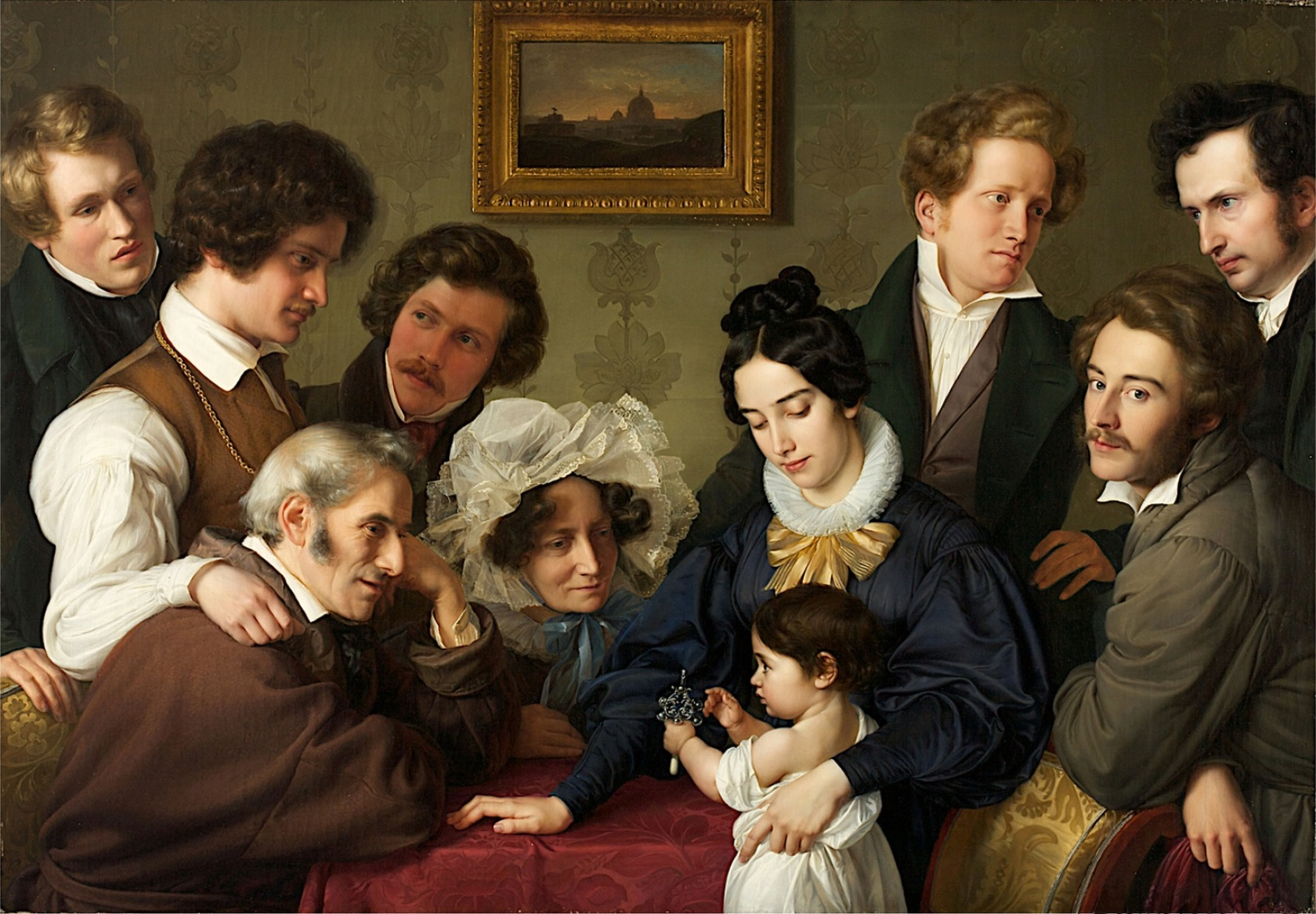
Der Schadow-Kreis Kollektivarbeit von fünf Malern, 1830

Die Klassische Moderne wird unter anderem durch die Marmorskulptur Eva (1900) von Auguste Rodin und das Bild Das Parlamentsgebäude in London (1904) von Claude Monet vertreten.
1937 wurden im Rahmen der deutschlandweiten konzertierten Aktion „Entartete Kunst“ aus dem Kaiser-Wilhelm-Museum Werke von Jankel Adler, Dora Brandenburg-Polster, Heinrich Campendonk, Lovis Corinth, Heinrich Ehmsen, Lyonel Feininger, Johannes Greferath, Rudolf Großmann, Reinhold Gruschka, Erich Heckel, Josef Hegenbarth, August Wilhelm Heise (1892–1965), Heinrich Hoerle, Karl Hofer, Fritz Huhnen, Walter Icks (1901–1964), Ernst Ludwig Kirchner, Maria Kuhlen (1890–1958), Moissey Kogan, Oskar Kokoschka, Käthe Kollwitz, Bruno Krauskopf, Wilhelm Laage, August Macke, Helmuth Macke, Franz Marc, Ewald Mataré, Hans Jakob Melchers, George Minne, Otto Müller, Heinrich Nauen, Carl Nolde (1902–1994), Emil Nolde, Max Pechstein, Rudolf Perpéet, Anton Räderscheidt, Christian Rohlfs, Theo van Rysselberghe, Albert Schamoni, Kurt Scheele, Lodewyk Schelfhout (1881–1944), Karl Schmidt-Rottluff, Werner Scholz, Paul Adolf Seehaus, Franz Wilhelm Seiwert, Wilhelm Teuwen, Karl Thylmann, Félix Vallotton, Vaclav Vytlacil, (* 1892), Otto Wirsching, Wolf von Beckerath, Gert Heinrich Wollheim, Bruno Ziegler und einem Maler Hinkes sowie einem weiteren unbenannten Maler beschlagnahmt.
Campendonks Pierrot mit Sonnenblume (1925) und das Gemälde Kuhmelken (1913) von Emil Nolde kamen nach dem Krieg zurück in die Sammlung. Einige Lücken konnten nach 1945 durch gezielte Ankäufe wieder geschlossen werden. Das Museum verfügt über Werke der deutschen Impressionisten Max Slevogt, Lovis Corinth und Max Liebermann sowie Arbeiten des Expressionismus. Das Gemälde Sintflut (1912) von Wassily Kandinsky Symphonie Schwarz-Rot von Alexej von Jawlensky und eine Werkgruppe von Heinrich Campendonk repräsentieren den Blauen Reiter. Herauszuheben sind die konstruktivistischen Arbeiten von Piet Mondrian, deren rechtmäßiges Eigentum seit einiger Zeit diskutiert wird, Theo van Doesburg und László Moholy-Nagy.
Eine Besonderheit stellt die Gruppe von Werken des Rheinischen Expressionismus dar, mit Werken von Heinrich Nauen, Helmut Macke und Johan Thorn Prikker.

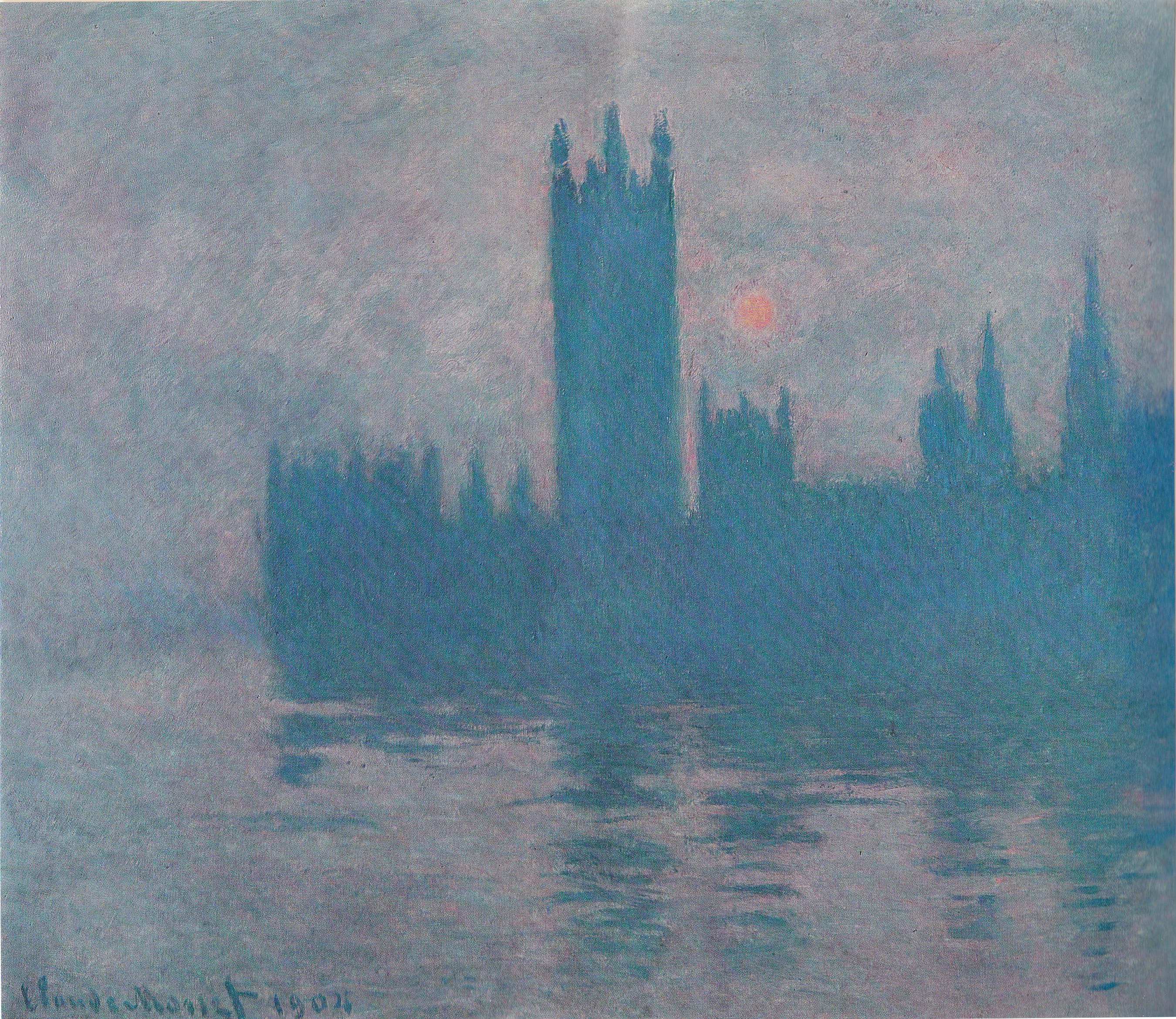
Das Parlamentsgebäude in London, Claude Monet, 1904
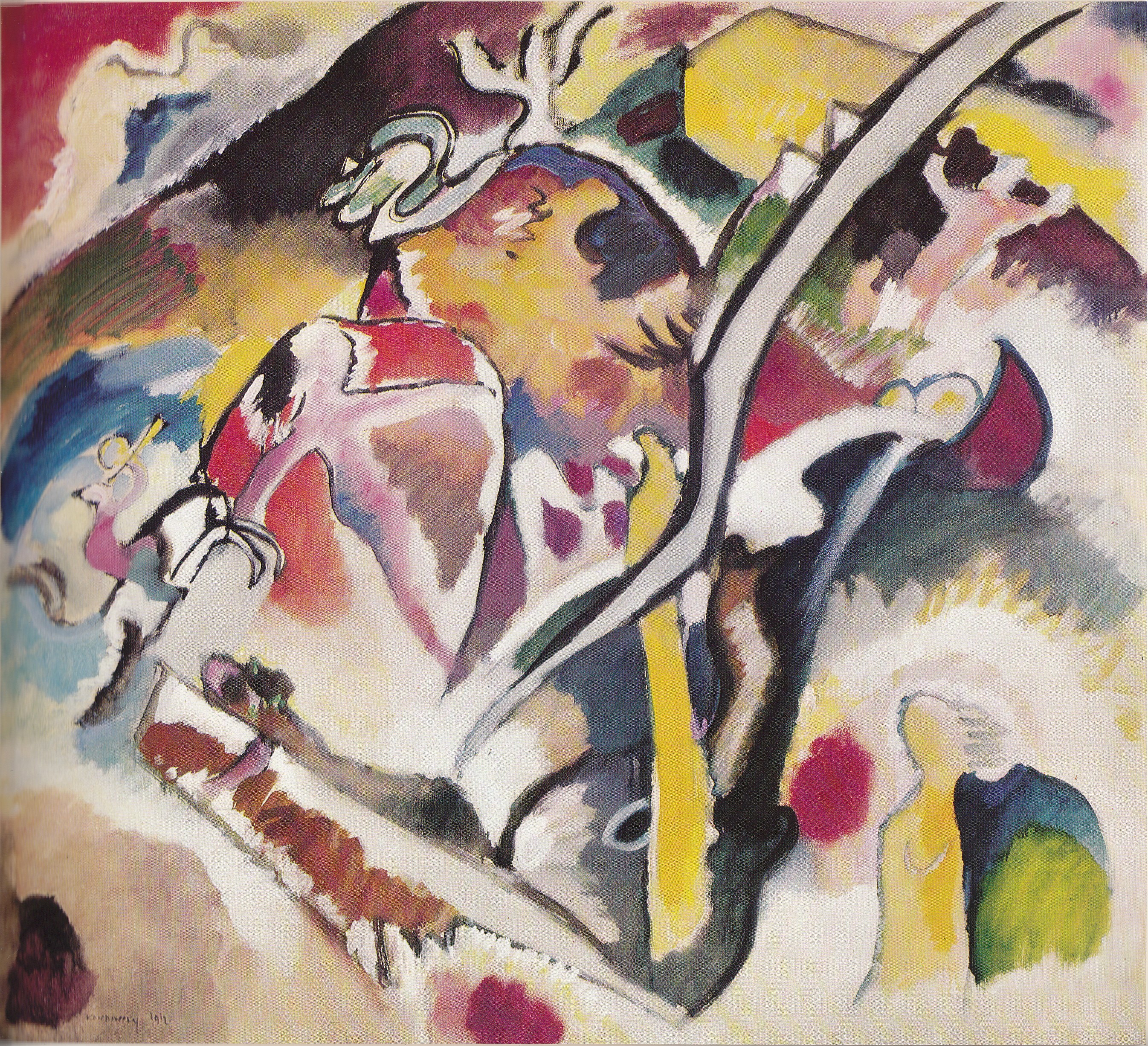
Sintflut von Wassily Kandinsky, 1912
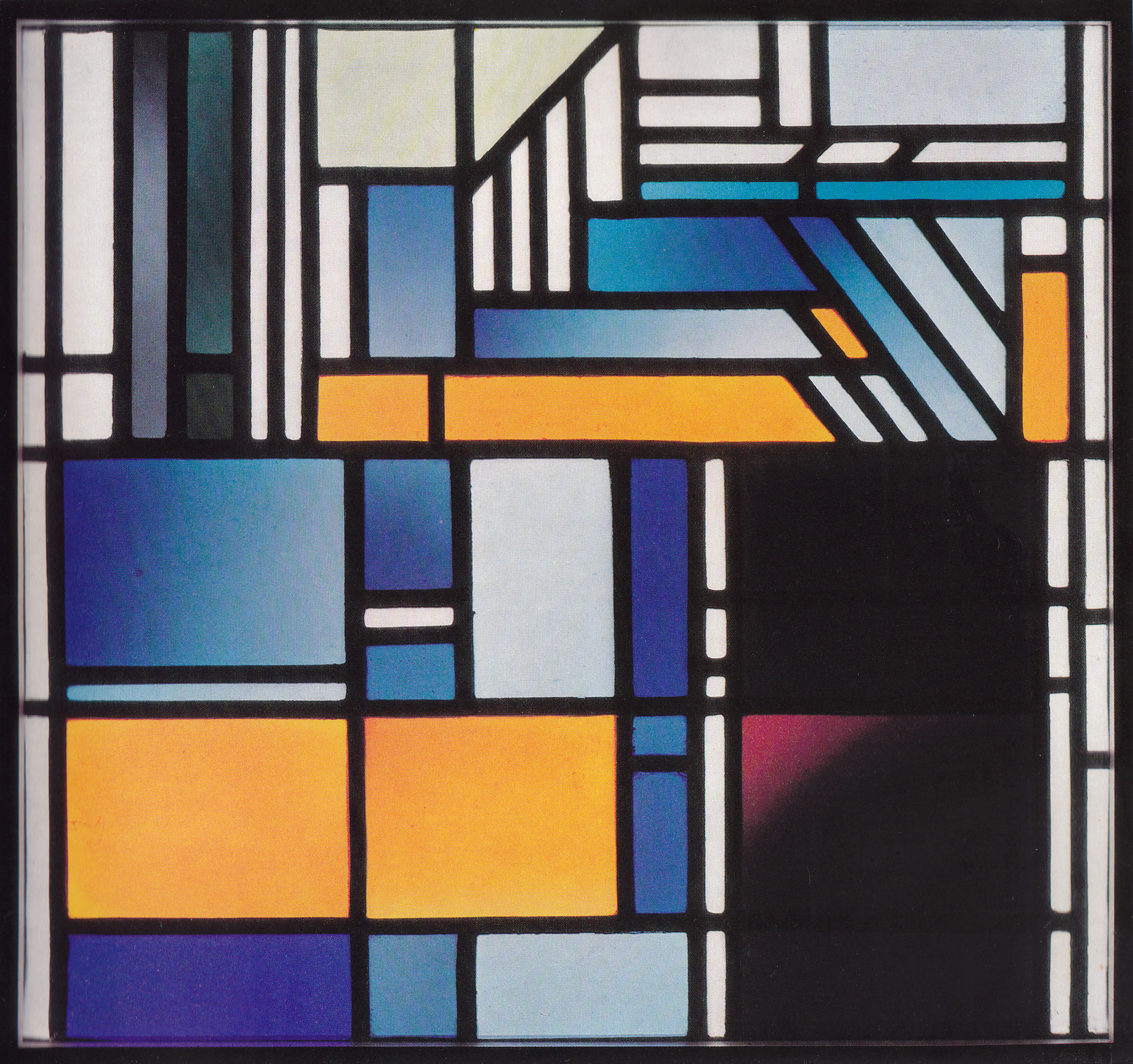
Geometrisches Ornament mit Blutrot von Johan Thorn Prikker, 1921/22
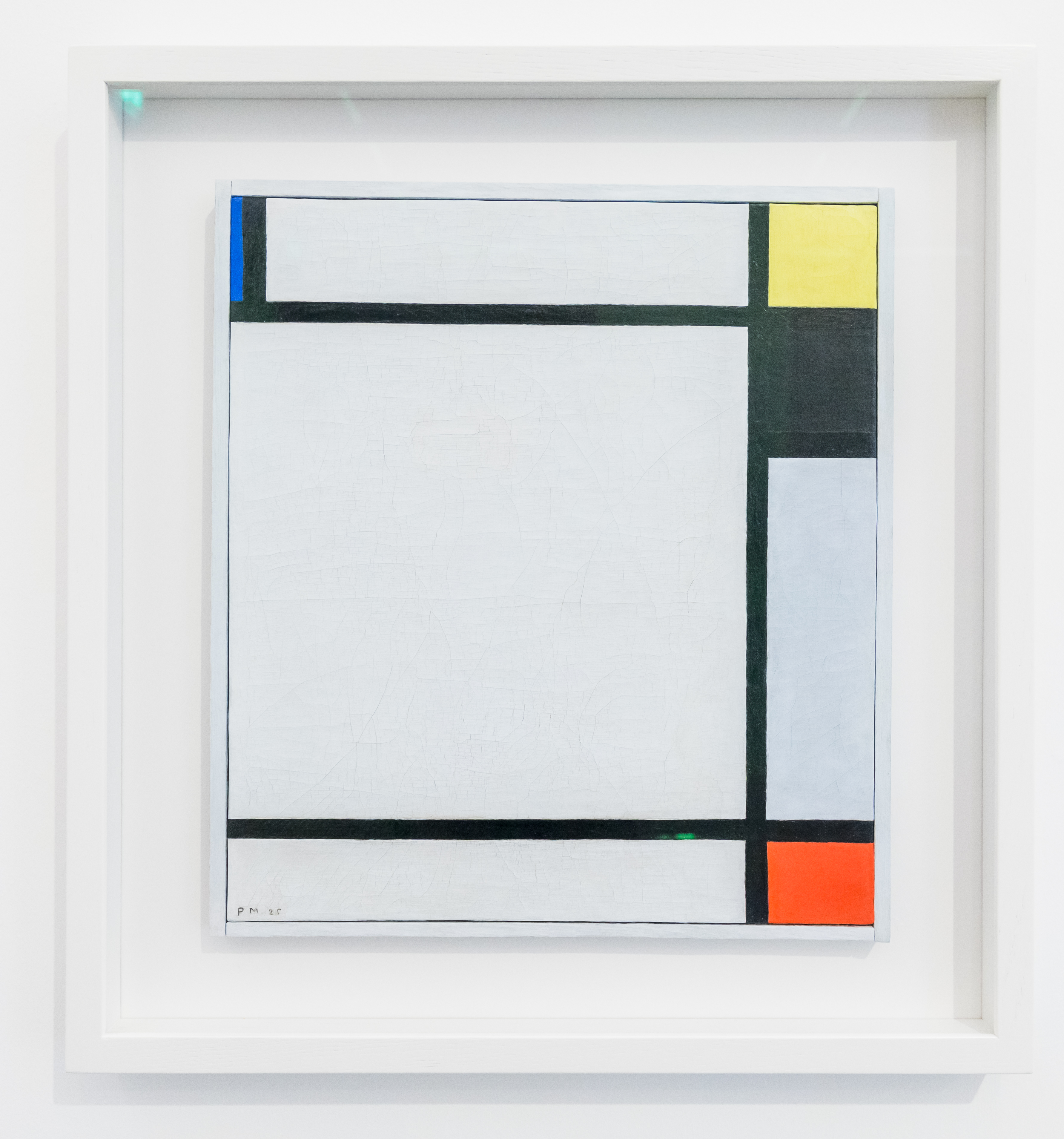
Tableau N VII von Piet Mondrian, 1925

### Kunst nach 1945
Die Sammlung kann mit vielen Neuen Realisten aufwarten. Jean Tinguely, Arman, Raymond Hains, Jacques de la Villeglé und andere bereichern die Sammlung ebenso wie Yaakov Agam, Lucio Fontana, Adolf Luther, Piero Manzoni, Jesus Raphael Soto oder Heinz Mack, Otto Piene und Günther Uecker. Eine besondere Historie verbindet das Haus mit Yves Klein, der in Haus Lange seine erste und einzige Retrospektive veranstaltete. Aufgrund der Vielzahl von Werken bildet Yves Klein neben Joseph Beuys eine zentrale künstlerische Position, die die Sammlung bis heute prägt. Aus dem Bereich der Pop Art kann das Museum mit Werken von Künstlern wie Robert Rauschenberg, Robert Indiana und Andy Warhol aufwarten. In den 1980er Jahren fand eine Zuwendung zu europäische Positionen speziell zu Künstlern der Düsseldorfer Akademie statt, darunter Bilder von Nicola de Maria oder Norbert Prangenberg. Darüber hinaus wurden Arbeiten von Erwin Heerich, Hubert Kiecol, Abraham David Christian, Zvi Goldstein, David Rabinowitch, Richard Deacon, Didier Vermeiren, Rosemarie Trockel, Jan Vercruysse und anderen gesammelt. Ende der 1990er Jahre wurde die Sammlung durch Malereien von Gerhard Richter und Sigmar Polke ergänzt.

#### Joseph Beuys
Die Kunstmuseen Krefeld verfügen mit dem Beuys-Block über eine einzigartige Werkgruppe aus sieben Objekten, die der Künstler in mehreren Etappen selbst arrangierte. Der 1921 in Krefeld geborene Beuys war sehr mit dem Museum verbunden. Bereits 1952 schuf er den Brunnen, eine Auftragsarbeit, die er – vermittelt durch Paul Wember, den damaligen Museumsdirektor – für die Krefelder Edelstahlwerke anfertigte. Bis zum letzten Ankauf 1976 gelangten mit Hilfe des Künstlers 53 weitere Arbeiten nach Krefeld. Zentrales Objekt ist die 1971 erworbene Installation Barraque D'Dull Odde, ein Doppelregal mit Pult und Sitzgelegenheit, in dem sich alle Relikte des künstlerischen Lebens Beuys' wiederfinden. Im Februar 1977 baute Joseph Beuys in zwei Tagen und Nächten die Barraque D'Dull Odde an alter Stelle ab und in einem neu gestalteten Ausstellungsraum, in dem die Fenster abgedeckt und komplett in weiß gestrichen wurden, wieder auf. Danach wurden gemeinsam mit dem Künstler alle übrigen Beuys-Arbeiten im selben Raum installiert. 1984 wurde sie von Beuys vollendet, indem er einen zweiten Raum hinzufügte. Auch während der Sanierung des Museums zwischen 2012 und 2016 verblieb das Ensemble am angestammten Platz.
2010 drohte diese einmalige Werkgruppe auseinandergerissen zu werden, als die Sammlerin Helga Lauffs ihre Sammlung, zu der auch fünf Werke von Beuys zählten, aus dem Museum abzog. Mit Hilfe des Landes Nordrhein-Westfalen konnten die Kunstwerke im Kaiser-Wilhelm-Museum gehalten werden.

### Grafische Sammlung
Die Kunstmuseen Krefeld verfügen über eine umfangreiche Grafische Sammlung mit über 12.000 Zeichnungen, druckgrafische Arbeiten sowie Künstlerbüchern. Der Grundstock dieser Sammlung wurde bereits in den Anfangsjahren unter dem Direktor Friedrich Deneken gelegt. Ziel war es mit einzelnen Blättern einen Überblick über die künstlerische Entwicklung des 19. Jahrhunderts zu geben. Aber auch erste Plakate für die heute über 1000 Blätter zählende international bestückte Plakatsammlung wurden angekauft. 1923 erweitert sich die Sammlung mit der Übernahme der Vorbildersammlung des Deutschen Museums für Kunst in Handel und Gewerbe schlagartig. Hierzu gehören Entwürfe von Peter Behrens, Henry van de Velde, der Steglitzer Werkstatt und den Wiener Werkstätten. Parallel entstand ein umfangreicher Fundus an japanischen Farbholzschnitten. In den 1920er Jahren gelangten Blättern von Heinrich Campendonk, Erich Heckel, Käthe Kollwitz oder Franz Marc zur Sammlung. Auch nach dem Zweiten Weltkrieg wurde ein besonderer Augenmerk auf die Grafische Sammlung gelegt. So verfügen die Kunstmuseen z. B. über 80 Blätter von Picasso sowie Arbeiten von Warhol, Beuys und Matisse. In den 1980er Jahren gelangten dann Werke von Gerhard Richter, Nicola de Maria, Abraham David Christian, Mimmo Paladino, A. R. Penck oder Norbert Prangenberg dazu. In den 1990er Jahren gingen grafische Arbeiten von Künstlern wie Christian Boltanski, Bethan Huws, Anri Sala oder Luc Tuymans in die Sammlung ein.

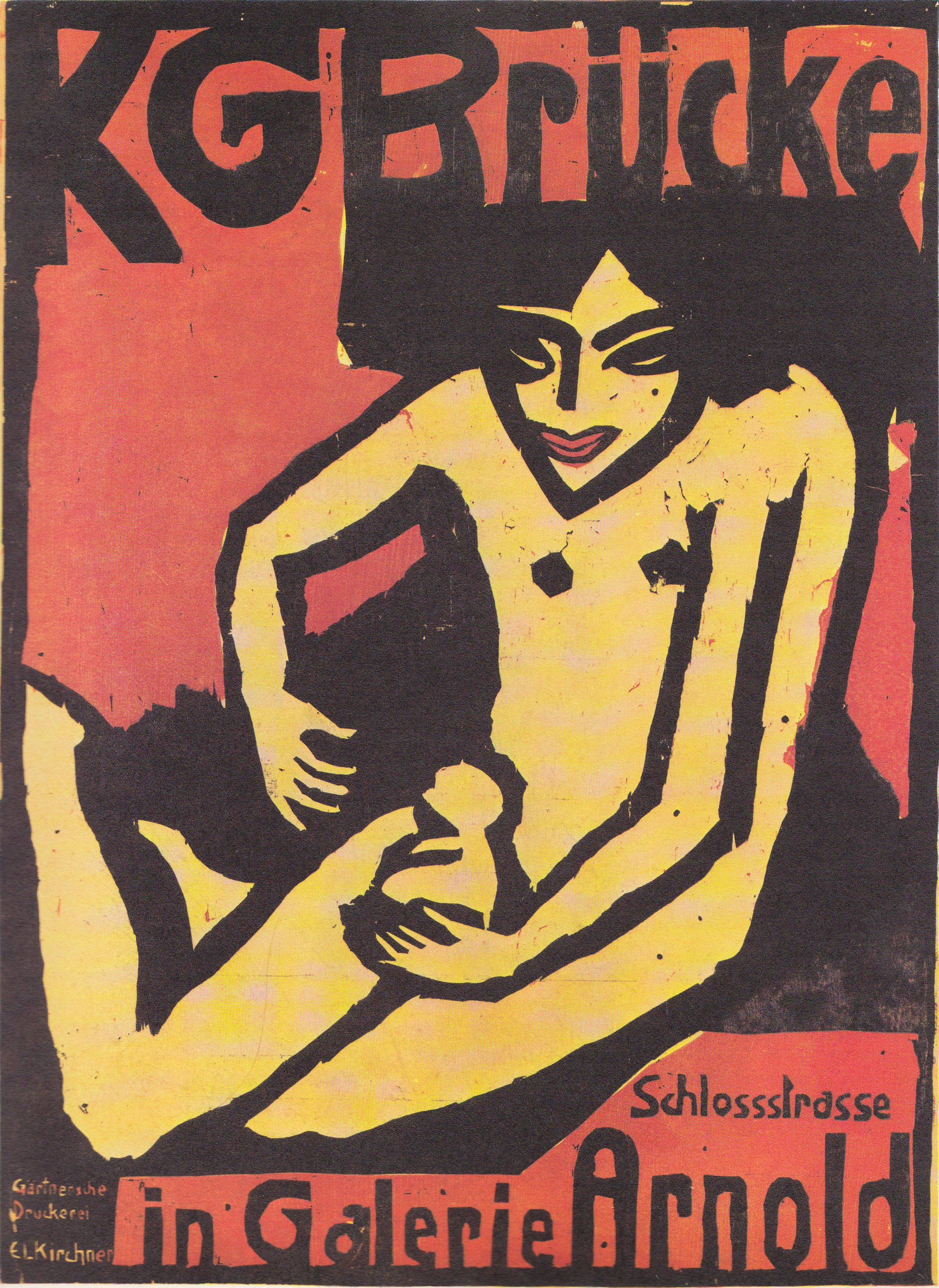
Plakat zur Brücke-Ausstellung von Ernst Ludwig Kirchner, 1905

Nach der grundlegenden Sanierung des Kaiser-Wilhelm-Museums 2016 hat die Grafische Sammlung einen festen Platz erhalten. Es wurde ein Grafisches Studienkabinett eingerichtet an dem sich Besucher auf Anfrage Blätter aus dem reichhaltigen Fundus vorlegen lassen können.

## Ausstellungen
Vor allem seit Haus Lange als Ausstellungsraum zur Verfügung steht haben die Krefelder Kunstmuseen eine ganze Reihe hochbeachteter Kunstausstellungen präsentiert. Dabei werden Haus Lange und Haus Esters oft durch die Künstler selbst als Experimentierfeld erachtet, ganz im Sinne des damaligen Direktors Paul Wember, der formulierte: Die Ausstellungsform muss eine andere werden, weil eben die Kunst anders geworden ist ... Wir können uns nicht mehr damit begnügen, Bilder an die Wand zu hängen oder Skulpturen auf den Sockel zu stellen. So kann auf große Ausstellungen unter anderem von Alberto Giacometti, Alexander Calder, ZERO, Marcel Duchamps, Robert Indiana, Claes Oldenburg, Timm Ulrichs, Adolf Luther, Keith Sonnier, Abraham David Christian, Thomas Schütte, Gerhard Richter, Richard Deacon, Stan Douglas oder Andreas Gursky zurückgeblickt werden. Einige Künstler ließen in besonderer Weise die Auseinandersetzung mit den Gebäuden Mies van der Rohes einfließen. Den Anfang machte 1961 Yves Klein mit temporären Feuersäulen, die er im Garten des Hauses entzündete, sowie einen Raum der Leere, einen nachträglich eingebauten Raum von sieben Quadratmeter Grundfläche, den er körnig-weiß tünchte und welcher bis heute unverändert existiert. 1971 wurde Haus Lange von der Gruppe Haus-Rucker-Co für die Ausstellung Cover, Überleben in verschmutzter Umwelt mit einer Tragluftkonstruktion verhüllt. Christo legte für die Präsentation Wrapped Floors und Wrapped Walk Ways im selben Jahr seine Stoffbahnen im Haus und im Garten aus. 2009 verschloss John Baldessari für die Ausstellung BRICK BLDG, LG WINDOWS W/XLENT VIEWS, PARTIALLY FURNISHED, RENOWNED ARCHITECT die großen Fensterflächen von Haus Lange außen vollends mit Bildern von Backsteinen.
- 2017/2018: Haus Lange Exat 51 - Synthese der Künste im Jugoslawien der Nachkriegszeit.
- 2017/2018: Haus Esters Jamina Cibic: Spirit of our Needs (kuratiert von Katia Baudin).
- 2020: Haus Esters Sharon Ya'ari. The Romantic Trail and the Concrete House.
- 2020/2021: Kaiser Wilhelm Museum Marcel Odenbach. plötzlich konnte eins wie das andere sein. Sammlungssatellit #6
- 2023/2024: Kaiser Wilhelm Museum Die große Verführung. Karl Ernst Osthaus und die Anfänge der Konsumkultur